# Lugdunam
Lugdunam (vom lat. „Lugdunum“ für Lyon) ist der potenteste bisher bekannte Süßstoff. Es besitzt eine Süßkraft, die zwischen der 220.000- und 300.000-fachen von Zucker (Saccharose) liegt. Lugdunam wurde im Jahr 1996 von Chemikern der Universität Lyon entwickelt. Es zählt zu der Süßstoff-Familie der Guanidincarbonsäuren, Derivaten des Guanidins mit einem Essigsäure-Rest.
Im Gegensatz zu Saccharose entwickelt sich der süße Geschmack bei den Guanidincarbonsäuren (insbesondere im Bereich der Schwellendosis) deutlich langsamer und tritt erst nach einer Latenzzeit von mehreren Sekunden auf. Im Falle von Sucrodiphenat (N-(4-Cyanophenyl)-N-diphenylmethylguanidinessigsäure) werden bei einer Konzentration von 0,10 ppm erste Effekte nach 10–15 Sekunden spürbar, der maximale Geschmack ist nach 30–45 Sekunden erreicht.
Weitere Derivate dieser Süßstoff-Familie sind:
- Carrelam (200.000-fache Süßkraft)
- Sucrononat (200.000-fache Süßkraft)
- Bernardam (188.000-fache Süßkraft)
- Sucrodiphenat (170.000-fache Süßkraft)
- Sucrooctat (162.000-fache Süßkraft)